# Wurzbach
Wurzbach is een stad en gemeente in de Duitse deelstaat Thüringen, en maakt deel uit van de Saale-Orla-Kreis.
Wurzbach telt 3.036 inwoners. De gemeente bestaat naast de stad uit de dorpen Grumbach, Heberndorf, Heinersdorf, Oßla, Titschendorf en Weitisberga. 

## De stad

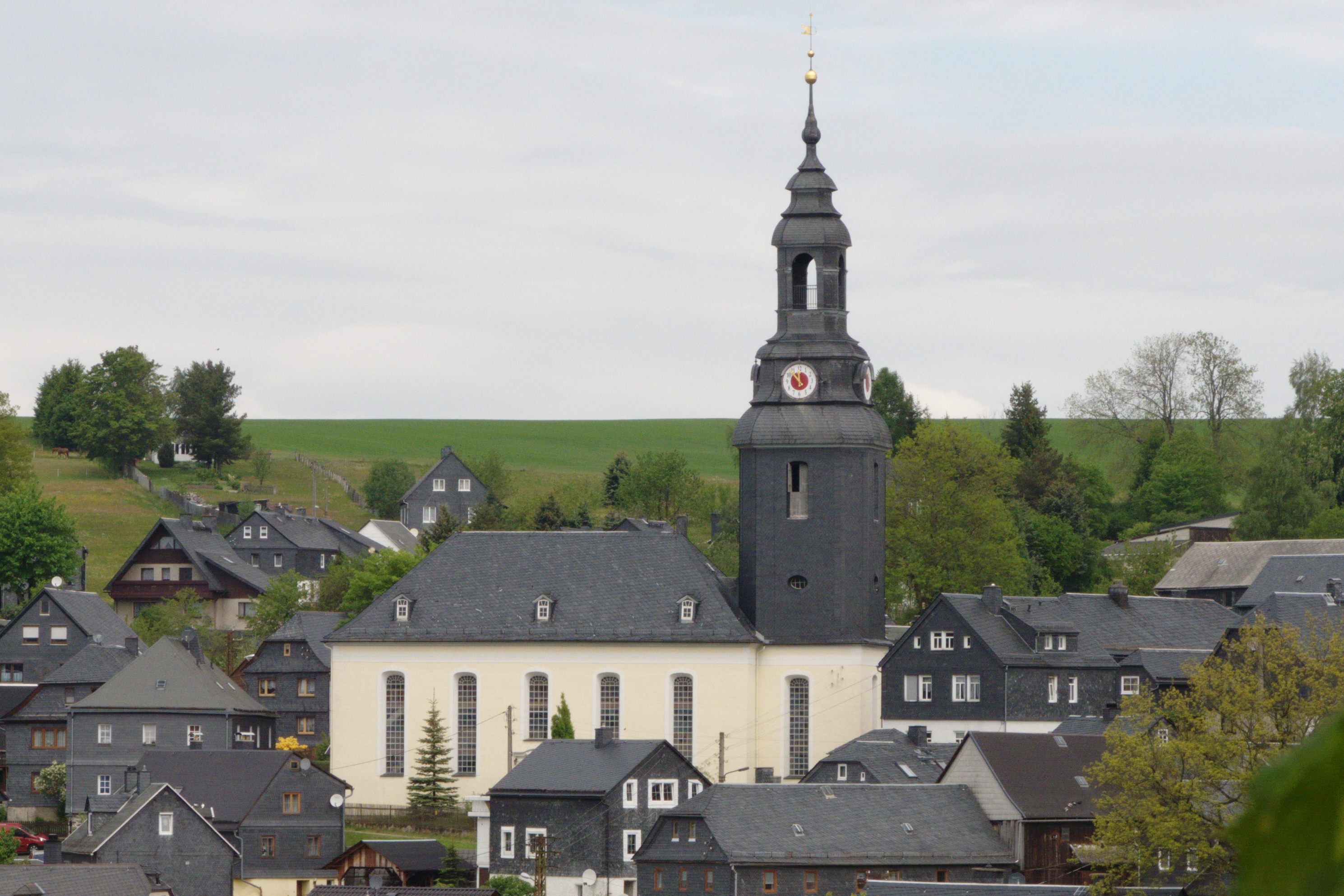

De oudste vermelding van het stadje dateert uit 1250. Het ontstond als Waldhufendorf, een nederzettingsvorm die in de 12e en 13e eeuw in deze streek veel werd toegepast. De huidige stadskerk dateert uit 1757 en verving een oudere kerk die in 1688 door brand verloren ging.
Bad Lobenstein · Bodelwitz · Burgk · Dittersdorf · Döbritz · Dreba · Dreitzsch · Eßbach · Gefell · Geroda · Gertewitz · Görkwitz · Göschitz · Gössitz · Grobengereuth · Hirschberg · Keila · Kirschkau · Knau · Kospoda · Krölpa · Langenorla · Lausnitz · Lemnitz · Linda bei Neustadt an der Orla · Löhma · Miesitz · Mittelpöllnitz · Moßbach ·  Moxa · Neundorf (bij Schleiz) · Neustadt an der Orla · Nimritz · Oberoppurg · Oettersdorf · Oppurg · Paska · Peuschen · Plothen · Pörmitz · Pößneck · Pottiga · Quaschwitz · Ranis · Remptendorf · Rosendorf · Rosenthal am Rennsteig · Saalburg-Ebersdorf · Schleiz · Schmieritz · Schmorda · Schöndorf · Seisla · Solkwitz · Tanna · Tegau · Tömmelsdorf · Triptis · Volkmannsdorf · Weira · Wernburg · Wilhelmsdorf · Wurzbach · Ziegenrück